# Petra Richter Kohutová
Petra Richter Kohutová (* 21. září 1972 Ostrava) je česká dramaturgyně. Působila v profesionálních angažmá v ostravském Divadle Petra Bezruče a Městském divadle Karlovy Vary, hostovala v mnoha moravských i českých profesionálních divadlech (Komorní scéna Aréna Ostrava, Opava, Olomouc, Mladá Boleslav, Divadlo Dagmar Karlovy Vary aj.). V současné době spolupracuje s Činohrou Karlovarského městského divadla, je dramaturgyní Divadelního studia D3 v Karlových Varech.

## Život a tvorba
V letech 1986–1990 studovala na Střední knihovnické škole v Brně, po absolvování vystudovala v letech 1990–1996 na Divadelní fakultě Janáčkovy akademie múzických umění v Brně dramaturgii. V letech 1992–1993 byla zaměstnána v Divadle bratří Mrštíků (dnes Městské divadlo Brno) jako archivářka a lektorka dramaturgie. V Divadle Petra Bezruče v Ostravě působila v letech 1995–1997. V letech 1997–1999 byla v angažmá v Divadelní společnosti Petra Bezruče v Ostravě, v Městském divadle v Karlových Varech působila v letech 1999–2001. V letech 2001–2003 působila na volné noze, v letech 2003–2006 byla zaměstnána v Krajské knihovně Karlovy Vary. V roce 2006 se vrátila na volnou nohu, od roku 2011 pravidelně spolupracuje s Činohrou Karlovarského městského divadla. Podílí se také na přípravě repertoáru v Divadelním studiu D3 Karlovy Vary.
Jako porotkyně navštěvuje divadelních přehlídky, píše recenze zejména pro Amatérskou scénu. V letech 2014-2016 spolupracovala jako lektorka s režijní školou Svazu českých divadelních ochotníků (SČDO), od roku 2018 vede režijní školu Amatérské divadelní asociace (ADA). Je garantkou karlovarské občasné přehlídky ochotnických divadel Karlovarský Harlekýn, která probíhá v divadle Husovka od roku 2015. S divadlem je spjata převážná část její publikační činnosti, příležitostně se živí jako korektorka.

#### Výběrová autorská bibliografie
- RICHTER KOHUTOVÁ, Petra. Kojetínské probouzení jara divadlem.[13]
- RICHTER KOHUTOVÁ, Petra. Tři v jednom v Horšovském Týně.[14]
- RICHTER KOHUTOVÁ, Petra. Humor je, když… aneb Sokolovská čurda 2019.[15]
- RICHTER KOHUTOVÁ, Petra. „Budoucnosti milá, už jsi tady byla“ aneb POPAD 2020.[16]
- RICHTER KOHUTOVÁ, Petra. Divadelní studio D3 vstupuje do šedesáté sezóny.[17]

#### Samostatné publikace
- Divadelní studio D3 Karlovy Vary 1961-2011 : [almanach k padesátému výročí založení souboru / text Petra Kohutová ; fotografie Miloš Honsa ... et al.]  Karlovy Vary : Divadelní studio D3, 2011
- Rádobydivadlo Klapý. [Klapý] : [Rádobydivadlo], 2016
- Čtvrtstoletí západočeských divadelních přehlídek / textová část výstavy a brožury: Petra Richter Kohutová  [Plzeň] : [Západočeský oblastní výbor SČDO], 2018

#### Vybrané inscenace
- Edward Albee: Tři velké ženy (úprava a dramaturgie). Režie Josef Janík, Divadlo Petra Bezruče Ostrava, premiéra 29. 3. 1996
- Georg Büchner: Leonce a Lena (dramaturgie). Režie Václav Klemens, Divadelní společnost Petra Bezruče Ostrava, premiéra 22. 5. 1998
- Michail Bulgakov: Psí srdce (dramaturgie). Režie Sergej Fedotov, Komorní scéna Aréna Ostrava, premiéra 1. 2. 2003. Inscenace roku 2003
- Tomáš Vůjtek: Smíření (režie). Inscenované čtení. DS D3 Karlovy Vary, česká premiéra 28. 9. 2015. Postup na Jiráskův Hronov 2016
- Vladimír Körner: Psí kůže (dramaturgie). Režie Anna Ratajská, D3, premiéra 19. 5. 2017
- Hans Christian Andersen: Sněhová královna (dramaturgie). Scénář a režie Michal Hába, koprodukce Činohry Karlovarského městského divadla a Západočeského divadla v Chebu, premiéra 10. 6. 2018

#### Uvedené dramatizace - výběr
- P. Kohutová – V. Čort: Neználkovy příhody (režie Karol Suszka, Těšínské divadlo 2002)
- F. Kafka – P. Cisovský – P. Kohutová: Zámek (režie Pavel Cisovský, KS Aréna 2002)
- A. Lustig – P. Kohutová – N. Pajanková: Modlitba pro Kateřinu Horowitzovou (režie Hana Franková, Divadlo Dagmar 2003)

#### Vagantové scénáře (ve spolupráci s Petrem Richterem)
- Roark Bradford: Černošský Pánbůh a lidské plémě (2004-2005)
- Život je pes (montáž z Jiřího Suchého a Jiřího Šlitra, 2007-2008)
- Zdeněk Šmíd: Strašidla a krásné panny (2011-2012)
- Vlastimil Peška: Čučudejské pohádky (2015-2018)